# Азотистая кислота
Азо́тистая кислота́ (химическая формула — HNO2) — слабая одноосновная высокотоксичная неорганическая кислота. При стандартных условиях неустойчива. 

## Строение
В газовой фазе планарная молекула азотистой кислоты существует в виде двух конфигураций: цис- и транс-.
|            |              |
| цис-изомер | транс-изомер |
При комнатной температуре преобладает транс-изомер: эта структура является более устойчивой. Так, для цис-HNO2(г) ΔG°f = −42,59 кДж/моль, а для транс-HNO2(г) ΔG°f = −44,65 кДж/моль.

## Физические свойства
Азотистая кислота — это неустойчивая кислота, существующая только в разбавленных водных растворах, окрашенных в слабый голубой цвет, и в газовой фазе. Кислота весьма токсична (в больших концентрациях). 

## Химические свойства
В водных растворах существует равновесие:
{\displaystyle {\ce {2 HNO2 <-> N2O3 + H2O <-> NO ^ + NO2 ^ + H2O}}}
При нагревании раствора азотистая кислота распадается с выделением NO и образованием азотной кислоты:
{\displaystyle {\ce {3 HNO2 <-> HNO3 + 2 NO ^ + H2O}}}
По действием щелочей образует соли, называемые  нитритами (или азотистокислыми), которые  гораздо более устойчивы, чем HNO2:
{\displaystyle {\ce {HNO2 + NaOH -> NaNO2 + H2O}}}
HNO2 является слабой кислотой. В водных растворах диссоциирует (KD = 4,6⋅10−4), немного сильнее уксусной кислоты:
{\displaystyle {\ce {HNO2 <=> H+ + NO2-}}}
Используется в органическом синтезе для получения органических нитритов (изопропилнитрита, изоамилнитрита и других). Реакция протекает в присутствии сильных кислот:
{\displaystyle {\ce {HNO2 + HCl <=> [H2NO2]^+ + Cl- <=> NO+ + H2O + Cl-}}}
{\displaystyle {\ce {R-OH + NO+ -> R-ONO + H^+}}}
Общая реакция:
{\displaystyle {\ce {HNO2 + R-OH ->[H^{+}] R-ONO + H2O}}}
Азотистая кислота проявляет как окислительные, так и восстановительные свойства. При действии более сильных окислителей (пероксид водорода, хлор, перманганат калия) окисляется в азотную кислоту:
{\displaystyle {\ce {HNO2 + H2O2 -> HNO3 + H2O}}}
{\displaystyle {\ce {HNO2 + Cl2 + H2O -> HNO3 + 2 HCl ^}}}
{\displaystyle {\ce {5 HNO2 + 2 KMnO4 + 3 H2SO4 -> 2 MnSO4 + K2SO4 + 3 H2O + 5 HNO3}}}
В то же время она способна окислять вещества, обладающие восстановительными свойствами. Реакция с соляной кислотой при незначительном нагревании протекает обратимо, а при температуре выше +100°C идёт необратимо:
{\displaystyle {\ce {2 HNO2 + 2 HI -> 2 NO ^ + I2 v + 2 H2O}}}
{\displaystyle {\ce {2HNO_2 + 2HBr -> Br_2 + 2NO ^ + 2H_2O}}}
{\displaystyle {\ce {2HNO_{2}\ +2HCl\rightleftarrows Cl_{2}\uparrow +2NO\uparrow +2H_{2}O}}}
{\displaystyle {\ce {2HNO_2\ + 2HCl ->[> +100^oC]Cl_2 ^ + 2NO ^ + 2H_2O}}}
Может вступать в реакцию с азидами с образованием более безопасных продуктов, что является способом их утилизации:
{\displaystyle {\ce {2HNO2 + 2NaN3 -> 3N2 ^ + 2NO + 2NaOH}}}

## Получение
Растворение оксида азота(III) N2O3 в воде:
{\displaystyle {\ce {N2O3 + H2O -> 2 HNO2}}}
Растворение оксида азота(IV) NO2 в воде:
{\displaystyle {\ce {2 NO2 + H2O -> HNO3 + HNO2}}}

## Применение
- Диазотирование первичных ароматических аминов и образование солей диазония;
- Применение нитритов в органическом синтезе при производстве органических красителей.

## Физиологическое действие
Азотистая кислота (HNO2) весьма токсична, причём обладает ярко выраженным мутагенным действием, поскольку является дезаминирующим агентом.
ПДК в рабочей зоне 5 мг/м3 (по диоксиду азота).